# Punctelia imbricata
Punctelia imbricata är en lavart som beskrevs av Marcelli, Jungbluth & Elix. Punctelia imbricata ingår i släktet Punctelia och familjen Parmeliaceae.   Inga underarter finns listade i Catalogue of Life.